# Federal ventrevermell
El federal ventrevermell (Hypopyrrhus pyrohypogaster) és un ocell de la família dels ictèrids (Icteridae i única espècie del gènere Hypopyrrhus (Tarragon, 1847).

## Hàbitat i distribució
Habita la selva i matolls humids als vessants dels Andes de Colòmbia.